# 南荷蘭省

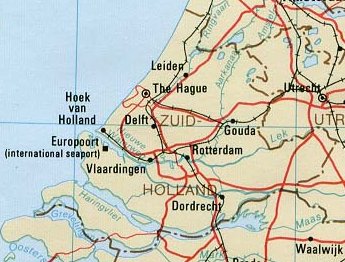
南荷兰省各主要城市在地图中的位置

南荷兰省（荷兰语: Zuid-Hollandⓘ），是荷兰的一个省，省会城市是海牙。南荷兰省位于该国的西部，西临北海，与之毗邻的省份有北荷兰省、西兰省、乌特勒支省、北布拉班特省和海尔德兰省。南荷兰省是荷兰人口最稠密和工业化程度最高的地区。 
南荷兰省的主要城市有海牙 (Den Haag or 's-Gravenhage) （荷兰政府和国际法庭的所在地皆位于该市）、鹿特丹。莱顿、代尔夫特、豪达的市中心拥有许多17世纪时的建筑物。卡特韦克的市中心位于海边，鹿特丹港是全世界最大的港口之一，新兴城市祖特爾梅爾是1970年以后才发展起来的。 其他新兴的城镇：艾瑟尔河畔卡佩勒（Capelle aan den IJssel）、赫勒富茨劳斯（Hellevoetsluis）、斯派克尼瑟（Spijkenisse）均座落于鹿特丹附近。
南荷兰省的ISO代码为ISO 3166-2:NL-ZH.

## 历史
南荷兰省于1840年设立，当时的荷兰省被划分为北荷兰省和南荷兰省，而现在的南荷兰省就是当时的荷兰省南部。之后南荷兰省的三个市镇奥德瓦特Oudewater(1970)、武尔登Woerden(1989)和菲亚嫩Vianen(2002)又先后被划归乌得勒支省管辖。2011年蘭斯台德地區有合併建省的計畫，位於南荷蘭省的蘭斯台德地區也有意加入此新的省份建置。

### 1795年前
今日南荷蘭在古代長期都屬於荷蘭地區。
9世紀到16世紀之間荷蘭隸屬於神聖羅馬帝國並由其設置的荷蘭縣管轄，縣治的範圍因荷蘭地區的實力而可以統治其他地區，之後這塊地區被哈布斯堡王朝統治到荷蘭革命為止。
16世紀到1795年一直是七省聯盟和荷蘭共和國的重要省份，作為國內最富有以及最有實力的省分，荷蘭有效的主宰聯盟，在這段期間荷蘭已經出現南北之分，北方稱作Noorderkwartier，而南方稱作Zuiderkwartier，這塊地區已經粗略形成現代省分劃分的雛形。

### 1795年至1840年
南荷蘭省最早的雛形在1795年至1813年法治時期出現，這段期也是荷蘭省份大幅變更的時代，1795年巴達維亞共和國成立，1798年4月23日憲法生效舊有疆界遭到變更，新的共和國依據人口平均的設置八個法式省份（荷蘭語：departement），荷蘭地區（亦即不包含南尼德蘭）設有五個省，如下：泰瑟爾(Texel)、阿姆斯特尔(Amstel)、代尔夫(Delf)、斯海尔德-马斯(Schelde en Maas)以及萊茵(Rijn)，前三個省位於今日的荷蘭地區，後兩個則是今日不同的省份，1801年荷蘭舊的疆界都重新區劃，這次曇花一現的重組使荷蘭一向凌駕其他地區的狀況不再。
1807年再次的重組，荷蘭全境被統合成兩個省－马斯蘭省（Maasland，約為今日南荷蘭省地區）以及阿姆斯特蘭省（Amstelland，約為今日北荷蘭省地區），這次重組也歷時不久而在1810年荷蘭全部的省分全部被化为法蘭西第一帝國，马斯蘭省改名為马斯河口省（荷蘭語：Monden van de Maas），阿姆斯特蘭以及烏特勒支合併為须德海省（荷蘭語：Zuiderzee）。
隨著1813年法國遭受戰敗，這些建置也在一年內回復到原狀，次年原本的憲法恢復效力，荷蘭全國改組省份以及區域(landschappen)，马斯河口省以及须德海省合併為荷蘭省。
然而有些事情已經生米煮成熟飯，在1814年荷蘭省要重新建立之際，該省出現了兩名總督，一個是前马斯兰另一個則是阿姆斯特蘭的總督，儘管兩地重新回歸，但是這兩個地方持續出現歧異威脅著荷蘭省繼續存續。
1840年荷蘭修憲決議再次分割荷蘭，從此和蘭分成南、北荷蘭省，以阿姆斯特丹為主的北荷蘭省，在1838年依舊存有不滿向荷蘭最高法院控訴南荷蘭省分離之舉。

### 1840年至今
1840年後南荷蘭省陸續分割了三個市鎮給乌得勒支省，分別是：1970年奧德瓦特（Oudewater）、1989年武爾登（Woerden）以及2002年菲亞嫩（Vianen）。
2004年到2006年之間也有以下市鎮重組。
- 2004年1月1日德利爾（De Lier）、斯赫拉芬赞德（'s-Gravenzande）、蒙斯特（Monster）、诺德韦克(Naaldwijk)以及瓦特灵恩（Wateringen）被合併成一個新市鎮——韦斯特兰；另外马斯兰（Maasland）和斯希普勒伊登（Schipluiden）則另組一個新市鎮-中代尔夫兰
- 2006年1月1日薩森海姆（Sassenheim）、福爾豪特（Voorhout）以及瓦爾蒙德（Warmond）被併入泰靈恩；莱茵斯堡（Rijnsburg）和法爾肯堡（Valkenburg）被併入卡特韦克。
- 2007年1月1日泰尔阿尔（Ter Aar）和利梅爾（Liemeer）被併入尼乌科普；布莱斯韦克（Bleiswijk）、贝克尔和罗登赖斯（Berkel en Rodenrijs）以及贝赫森胡克（Bergschenhoek）被合併成兰辛厄兰；斯赫拉芬赞德被併入宾嫩马斯。
- 2010年3月18日罗曾堡（Rozenburg）被併入鹿特丹。

## 市镇
| - 阿尔布拉瑟丹 Alblasserdam - 阿尔布兰茨瓦尔德 Albrandswaard - 莱茵河畔阿尔芬 Alphen aan den Rijn - 巴伦德雷赫特 Barendrecht - 博德赫拉芬-雷韦克 Bodegraven-Reeuwijk - 布里勒 Brielle - 艾瑟尔河畔卡佩勒 Capelle aan den IJssel - 代尔夫特Delft - 多德雷赫特Dordrecht - 霍尔克姆 Gorinchem - 豪达 Gouda - 海牙 's-Gravenhage - 哈丁克斯费尔德-希森丹 Hardinxveld-Giessendam - 海勒富茨勒伊斯 Hellevoetsluis - 亨德里克-伊多-安巴赫特 Hendrik-Ido-Ambacht - 希勒霍姆 Hillegom - 卡赫和布拉瑟姆 Kaag en Braassem - 卡特韦克 Katwijk - 艾瑟尔河畔克林彭 Krimpen aan den IJssel - 兰辛厄兰 Lansingerland - 莱尔丹 Leerdam - 莱顿 Leiden - 莱德多普 Leiderdorp - 莱岑丹-福尔堡 Leidschendam-Voorburg - 利瑟 Lisse - 马斯勒伊斯 Maassluis | - 中代尔夫兰 Midden-Delfland - 尼乌科普 Nieuwkoop - 诺德韦克 Noordwijk - 乌赫斯特海斯特Oegstgeest - 帕彭德雷赫特 Papendrecht - 派恩阿克-诺特多普Pijnacker-Nootdorp - 里德凯尔克 Ridderkerk - 赖斯韦克 Rijswijk - 鹿特丹Rotterdam - 斯希丹Schiedam - 斯利德雷赫特 Sliedrecht - 泰灵恩 Teylingen - 弗拉尔丁恩 Vlaardingen - 福尔斯霍滕 Voorschoten - 瓦丁克斯芬 Waddinxveen - 瓦瑟纳尔 Wassenaar - 韦斯特兰 Westland - 西福尔讷 Westvoorne - 祖特梅爾 Zoetermeer - 祖特沃德 Zoeterwoude - 泽伊德普拉斯 Zuidplas - 兹韦恩德雷赫特 Zwijndrecht |

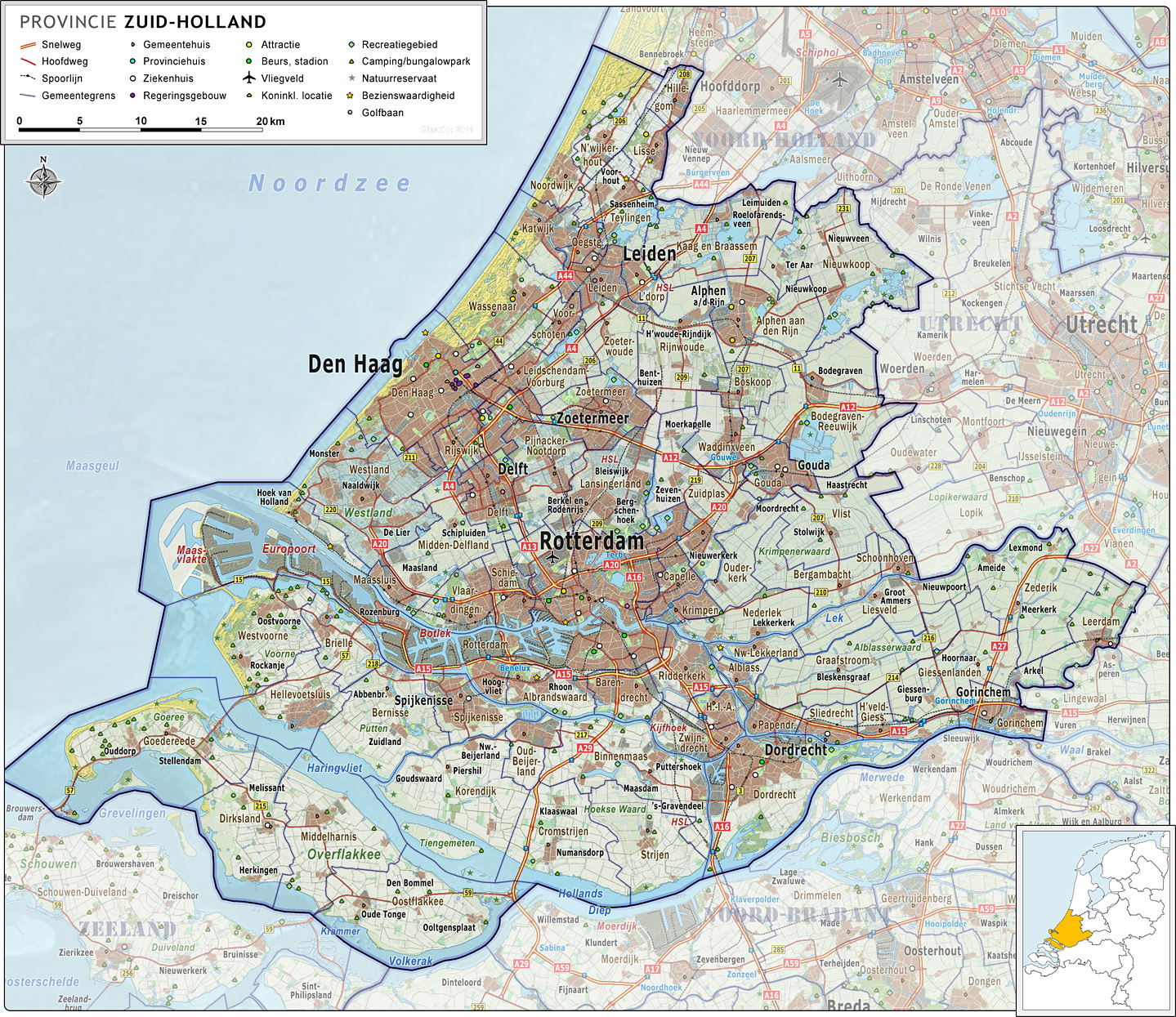
Map of South Holland

## 根据地理位置罗列的主要的市镇位置
```
                    
希勒霍姆

                 
利瑟

          
诺德韦克

      
卡特韦克

         
莱顿
              
莱茵河畔阿尔芬
 
 
瓦瑟讷尔
 
福爾斯霍滕
                          
博德赫拉芬-雷韦克

          
莱岑丹-福尔堡

海牙
 
祖特尔梅尔
                   
豪达

   
赖斯韦克
 
派恩阿克-诺特多普

       
代尔夫特
            
艾瑟尔河畔卡佩勒

韦斯特兰
 
弗拉尔丁恩
 
斯希丹
 
鹿特丹

 
海勒富茨勒伊斯
 
斯派克尼瑟
 
巴伦德雷赫特

                            
兹韦恩德雷赫特

                             
多德雷赫特
 
斯利德雷赫特
 
霍尔克姆
```

## 岛屿

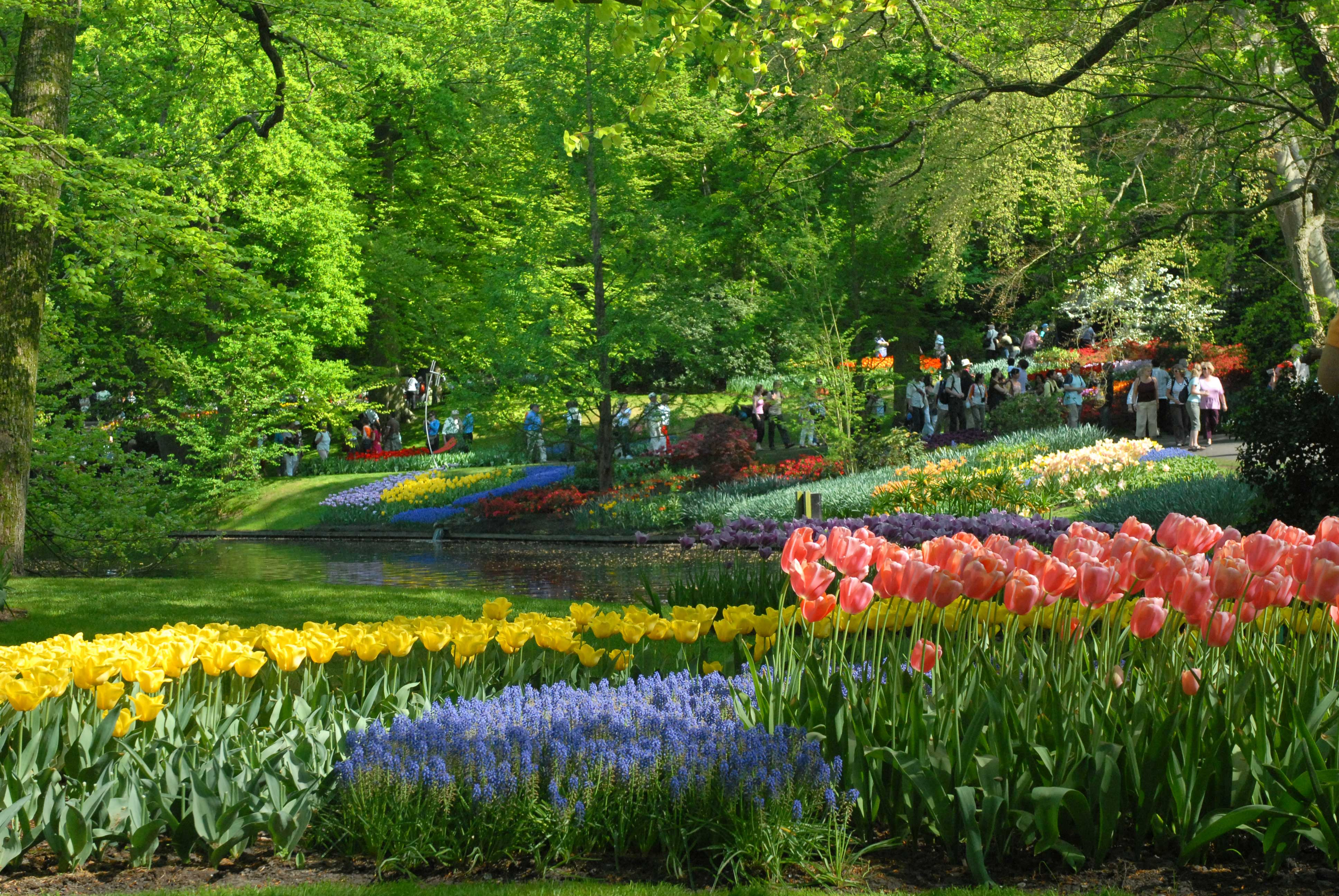
库肯霍夫公园（Keukenhof）

(from north to south and from west to east, with municipalities)
- Rozenburg
  - Rozenburg 
  - part of Rotterdam (Botlek , Europoort , Maasvlakte  )
- IJsselmonde
  - part of Rotterdam
  - Barendrecht 
  - Ridderkerk 
  - Hendrik-Ido-Ambacht 
  - Zwijndrecht ,
- Voorne-Putten
  - Westvoorne 
  - Brielle 
  - Hellevoetsluis 
  - Bernisse 
  - Spijkenisse
- Hoeksche Waard
  - Oud-Beijerland 
  - Binnenmaas
  - part of Korendijk 
  - Cromstrijen 
  - Strijen
- Eiland van Dordrecht 
  - Dordrecht
- Goeree-Overflakkee 
  - Goedereede
  - Dirksland
  - Middelharnis
  - Oostflakkee.
- Tiengemeten
  - part of Korendijk